# Psilotrichum africanum
Psilotrichum africanum är en amarantväxtart som beskrevs av Daniel Oliver. Psilotrichum africanum ingår i släktet Psilotrichum och familjen amarantväxter.

## Underarter
Arten delas in i följande underarter:
- P. a. intermedium
- P. a. pilosum